# El lago (cuento de Ray Bradbury)
El lago (título original en inglés The Lake) es un relato corto del escritor estadounidense Ray Bradbury publicado originalmente en la revista Weird Tales de mayo de 1944.
The Lake forma parte de la compilación de cuentos publicados en Dark Carnival (1947), el primer libro de Ray Bradbury.
Posteriormente apareció en las antologías The October Country  (1955), The Small Assassin (1962) y The Stories of Ray Bradbury (1980).

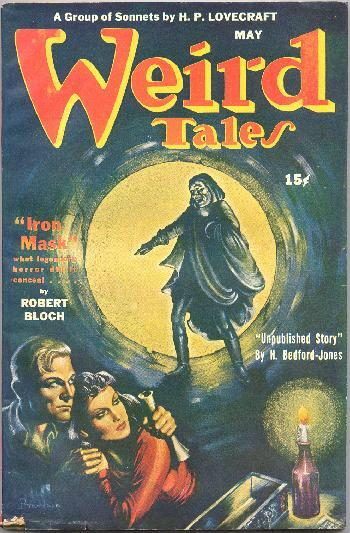
Portada de Weird Tales de mayo de 1944

## Génesis creativa
Con The Lake, Bradbury aterriza en otro componente crítico de su obra: la fantasía autobiográfica. La historia se basó en una niña que había conocido y que se había ahogado en el lago Michigan cuando él era niño en Waukegan, Illinois. Bradbury dijo que llevó consigo la angustia de la experiencia durante una década hasta que escribió The Lake en un ataque de inspiración.
En un artículo escrito por Bradbury en 1986 titulado «Run Fast, Stay Still», que posteriormente se recopiló en su libro Zen in the Art of Writing (1989), se afirma que El Lago lo escribió en dos horas:

"Tenía ventidós cuando una tarde [...] escribí el título «El lago» en la primera página de una historia que se terminó dos horas más tarde. [...]
Me daba cuenta de que por fin había escrito un cuento realmente bueno. El primero en diez años. Y no sólo era un buen cuento sino una especie de híbrido, algo al borde de lo nuevo. No un cuento de fantasmas tradicional sino un cuento sobre el amor, el tiempo, el recuerdo y el ahogo. Se lo envié a Julie Schwartz, mi agente para revistas populares, y a ella le gustó pero dijo que no era una historia tradicional y quizá costara venderla. Weird Tales dio unas vueltas alrededor, lo tocó con una vara de tres metros y al fin decidió, qué demonios, publicarlo aunque no se adecuara a la revista. ¡Pero debía prometer que la próxima vez escribiría un buen cuento de fantasmas tradicional! Me dieron veinte dólares y todo el mundo feliz." 
Ray Bradbury

## Argumento
Harold, un niño de doce años, se baña en la playa de un lago junto con su madre por última vez antes de partir hacia el oeste del país. A solas en la arena, recuerda cuando el año anterior jugaba en la arena, construyendo castillos con su amiga Tally, su gran amor, y también cuando Tally desapareció en el lago mientras se bañaba sin que nadie pudiera salvarla, desapareciendo para siempre.
Diez años después, Harold, ya casado, visita junto a su mujer la ciudad donde pasó su infancia y dan un paseo por aquella misma playa.

## Adaptaciones
En junio de 1953, apareció una adaptación al cómic de El lago a cargo de Albert Feldstein y dibujos de Joe Orlando, en el número 31 de The Vault of Horror de la editorial EC Comics.
El propio autor adaptó el cuento para la serie de televisión The Ray Bradbury Theater. El episodio The Lake se emitió el 21 de julio de 1989. Dirigido por Pat Robins, está interpretado por Gordon Thomson, Eli Sharplin y Jessica Billingsley.